# Le Coffret de laque
Pour plus de détails, voir Fiche technique et Distribution.
Le Coffret de laque est un film français réalisé par Jean Kemm, sorti en 1932, adapté de la pièce de théâtre Black Coffee d'Agatha Christie.
C'est la première adaptation d'une œuvre d'Agatha Christie qui ne soit pas en langue anglaise.
En 1931, Leslie Hiscott avait réalisé une version anglaise sous le titre Black Coffee avec Austin Trevor et Adrianne Allen.

## Synopsis
Un chimiste travaille dans le plus grand secret à mettre au point certaines formules pour le ministere de la guerre. Or, il est la victime d'habiles voleurs. Le détective Préval est certain qu'il s'agit de familiers du savant. Qui va vider la tasse de café noir empoisonné ?

## Fiche technique
- Titre : Le Coffret de laque
- Titre anglais : The Lacquered Box
- Réalisation : Jean Kemm
- Scénario : H. Fowler Mear et Brock Williams, d'après la pièce Black Coffee d'Agatha Christie
- Dialogues : Pierre Maudru
- Photographie : Paul Cotteret
- Musique : Henri Verdun
- Société de production et de distribution : Les Établissements Jacques Haïk
- Pays d'origine :  France
- Langue originale : français
- Format :  Noir et blanc - 1,37:1 - 35 mm - son mono
- Genre : Film policier
- Durée : 85 minutes (1 h 25)
- Date de sortie :
  - France : 15 juillet 1932
- Affiche : Bernard Lancy (France)

## Distribution
- René Alexandre : Préval
- Harry Arbell
- Danielle Darrieux : Henriette Stenay
- Maxime Desjardins
- Gaston Dupray
- Alice Field : Lucie
- Maurice Varny
- Marcel Vibert